# Iura novit curia
Iura novit curia (lat. sodišče pozna pravo) je pravno načelo, po katerem mora sodišče poznati pravo tako dobro, da strankam tega ni potrebno dokazovati.
Načelo se je razvilo z nastankom srednjeveške absolutistične države. Vladar je pridobil dovolj moči, da je:
- predpisal enotno pravo za celotno državo, medtem ko je prej vsaka fevdalna posest imela svoje pravo;
- organiziral svojo sodno birokracijo in s tem odvzel sodno funkcijo fevdalcu.

Šele z nastankom moderne (= demokratične, pravne) države je načelo dobilo namen varovanja stranke pred sodiščem.

## Pomen za položaj stranke
Stranka pred sodiščem postavi zahtevek in prosi, naj se mu ugodi. Sodišče zahtevek ovrednoti po veljavnem pravu, ki ga mora samo poznati.
Stranki zahtevka ni potrebno pravno kvalificirati. Ni ji treba dokazovati obstoja in veljave pravnega pravila. To je v moderni državi precej samoumevno, v srednjem veku, ko je v vsaki deželi veljalo povsem drugo pravo, pa ni bilo.
Tudi, če stranka zahtevek pravno kvalificira, lahko sodišče uporabi drugačno pravo kvalifikacijo. Pravilno pravno kvalifikacijo določijo pravna pravila (materialno pravo).
Pravna kvalifikacija je ovrednotenje pravnih posledic določene dejanske situacije. Možnih je več kvalifikacij, sploh spočetka, ko vsa dejstva še niso znana. Primer: Če je nekomu nastala škoda, lahko nastopi več pravnih posledic: (1) odškodninska obveznost povzročitelja, (2) pogodbena škoda, (3) škoda ni pravo priznana in zato ni pravnih posledic. Škoda je nastala po naključju, za katerega odgovarja oškodovanec sam.
Napačna pravna kvalifikacija je pritožbeni razlog (zmotna uporaba materialnega prava), precej omejeno pa je njeno izpodbijanje z izrednimi pravnimi sredstvi.
Podobno načelo nepoznavanje prava škodi obvezuje stranke (zasebnike), da poznajo pravo, in trpijo posledice nepoznavanja.